# Sommer-Paralympics 2024/Tischtennis
Bei den Sommer-Paralympics 2024 in Paris wurden in insgesamt 31 Wettbewerben im Tischtennis Medaillen vergeben. Die Entscheidungen fielen zwischen dem 29. August und 7. September in der Arena Paris Sud. Es finden bereits seit den Sommer-Paralympics 1960 in Rom Tischtennis-Wettbewerbe statt.

## Startklassen
Sportler werden je nach Grad der Beeinträchtigung in Startklassen eingeteilt, um im Wettbewerb Chancengleichheit sicherzustellen. Es wird beim Tischtennis in elf Klassen unterschieden. Die Klassen TT 1 bis TT 5 starten im Rollstuhl, die Klassen TT 6 bis TT 11 im Stehen, wobei TT 11 den Spielern mit geistiger Einschränkung vorbehalten ist. Niedrige Klassenziffern zeigen (bis auf TT 11) einen höheren Grad an Behinderung an als hohe Klassenziffern. In Paris werden die Klassen nicht durch das allgemeine Kürzel TT für Table Tennis, sondern mit einem Wettbewerbskürzel, z. B. MS für Men Single, versehen. 
In den Doppelklassen der Männer und Frauen werden jeweils 2 Wettbewerbe für Athleten im Rollstuhl (MD 4, WD 5, MD 8 und WD 10) und für stehende Anthleten (MD 14, WD 14, MS 18 und WD 20) angeboten. Die Zahl steht dabei für die maximale Startklasse, wenn man die Startklassen der beiden Athleten addiert.
Bei den Mixeddoppeln wird die Klasse XD 7 von Athleten im Rollstuhl und die Klasse XD 17 von stehenden Athleten gespielt. 

## Ergebnisse

### Männer
| Wettbewerb   | Gold                        | Silber                                 | Bronze                                                 |
| ------------ | --------------------------- | -------------------------------------- | ------------------------------------------------------ |
| Einzel MS 1  | Y. Fernández                | R. Davies                              | F. Falco E. Major                                      |
| Einzel MS 2  | R. Czuper                   | J. Suchanek                            | F. Lamirault Cha S.-y.                                 |
| Einzel MS 3  | P. Feng                     | T. Schmidberger                        | Y. Jang Y. Glinbancheun                                |
| Einzel MS 4  | Kim Y.-g.                   | W. Chaiwut                             | Kim J.-g. I. Ogunkunle                                 |
| Einzel MS 5  | T. Urhaug                   | Cheng M.-c.                            | A. Öztürk M. Palikuća                                  |
| Einzel MS 6  | M. Parenzan                 | R. Thainiyom                           | P. Rosenmeier I. Seidenfeld                            |
| Einzel MS 7  | Yan S.                      | W. Bayley                              | J. P. Montanus C. Punpoo                               |
| Einzel MS 8  | W. Diduch                   | Zhao S.                                | M. Nikolenko P. Wangphonphathanasiri                   |
| Einzel MS 9  | L. Devos                    | L. Didier                              | A. Cepas L. Ma                                         |
| Einzel MS 10 | P. Chojnowski               | Lian H.                                | M. Bohéas F. Radović                                   |
| Einzel MS 11 | Kim G.-t.                   | Chen P.-y.                             | S. Von Einem P. Pálos                                  |
| Doppel MD 4  | P. Lovas / J. Riapoš        | Jang Y.-j. / Park S.-j.                | C. Oliveira / J. Oliveira D. Asayut / C. Bootwansirina |
| Doppel MD 8  | Cao N. / Feng P.            | V. Baus / T. Schmidberger              | W. Chaiwut / Y. Glinbancheun A. Öztürk / N. Turan      |
| Doppel MD 14 | Liao K. / Yan S.            | R. Thainiyom / P. Wangphonphathanasiri | C. Berthier / E. Herrault P. Karabardak / B. Shilton   |
| Doppel MD 18 | P. Grudzień / P. Chojnowski | Liu C. / Zhao Y.                       | Zhao S. / Lian H. L. Manara / C. Massad                |

### Frauen
| Wettbewerb    | Gold                | Silber                       | Bronze                                                 |
| ------------- | ------------------- | ---------------------------- | ------------------------------------------------------ |
| Einzel WS 1-2 | G. Rossi            | Liu J.                       | D. Bucław Seo S.-y.                                    |
| Einzel WS 3   | A. Mužinić Vincetić | Yoon J.-y.                   | Xue. J C. Ragazzini                                    |
| Einzel WS 4   | S. Mikolaschek      | B. Perić-Ranković            | Gu X. Zhou Y.                                          |
| Einzel WS 5   | Zhang B.            | Pan J.                       | Moon S.-h. Jung Y.-a.                                  |
| Einzel WS 6   | N. Al-Dayyeni       | M. Lytowtschenko             | M. Alijewa C. Ciripan                                  |
| Einzel WS 7   | K. van Zon          | K. Korkut                    | Wang R. B. Twomey                                      |
| Einzel WS 8   | Huang W.            | A. Husić Dahlen              | F. Pérez J. Wolf                                       |
| Einzel WS 9   | K. Pęk              | Xiong G.                     | L. Lei A. Szvitacs                                     |
| Einzel WS 10  | Q. Yang             | N. Partyka                   | B. Alexandre Tian S.-w.                                |
| Einzel WS 11  | N. Wada             | J. Prokofjewa                | K. Furukawa E. Acer                                    |
| Doppel WD 5   | Liu J. / Xue J.     | Seo S.-y. / Yoon J.-y.       | C. Oliveira / J. Oliveira D. Asayut / C. Bootwansirina |
| Doppel WD 10  | Gu X. / Pan J.      | N. Matić / B. Perić-Ranković | Kang O.-j. / Lee M.-g. Jung Y.-a. / Moon S.-h.         |
| Doppel WD 14  | Huang W. / Jin Y.   | S. Grebe / J. Wolf           | A. Husić Dahlen / M. Tveiten F. Pickard / B. Twomey    |
| Doppel WD 20  | L. Lei / Q. Yang    | Lin T.-y. / Tien S.-w.       | N. Partyka / K. Pęk B. Alexandre / D. Rauen            |

### Mixed
| Wettbewerb   | Gold              | Silber                     | Bronze                                          |
| ------------ | ----------------- | -------------------------- | ----------------------------------------------- |
| Doppel XD 7  | Feng P. / Zhou Y. | Y. Glinbancheun / W. Jaion | Gu X. / Zhai X. F. Merrien / F. Vautier         |
| Doppel XD 17 | Zhao S. / Mao J.  | Peng W. / Xiong G.         | P. Grudzień / K. Pęk W. Diduch / I. Schynkarowa |

## Medaillenspiegel Tischtennis
| Medaillenspiegel Tischtennis | Medaillenspiegel Tischtennis | Medaillenspiegel Tischtennis    | Medaillenspiegel Tischtennis | Medaillenspiegel Tischtennis | Medaillenspiegel Tischtennis |
| Platz                        | Land                         | Goldmedaille – Paralympiasieger | Silbermedaille – 2. Platz    | Bronzemedaille – 3. Platz    | Gesamt                       |
| ---------------------------- | ---------------------------- | ------------------------------- | ---------------------------- | ---------------------------- | ---------------------------- |
| 1                            | China                        | 11                              | 7                            | 6                            | 24                           |
| 2                            | Polen                        | 4                               | 1                            | 3                            | 8                            |
| 3                            | Südkorea                     | 2                               | 3                            | 9                            | 14                           |
| 4                            | Australien                   | 2                               | –                            | 3                            | 5                            |
| 5                            | Italien                      | 2                               | –                            | 2                            | 4                            |
| 6                            | Deutschland                  | 1                               | 3                            | 1                            | 5                            |
| 7                            | Ukraine                      | 1                               | 1                            | 2                            | 4                            |
| 8                            | Norwegen                     | 1                               | 1                            | 1                            | 3                            |
| 9                            | Japan                        | 1                               | –                            | 1                            | 2                            |
| 9                            | Niederlande                  | 1                               | –                            | 1                            | 2                            |
| 11                           | Belgien                      | 1                               | –                            | –                            | 1                            |
| 11                           | Großbritannien               | 1                               | –                            | –                            | 1                            |
| 11                           | Kroatien                     | 1                               | –                            | –                            | 1                            |
| 11                           | Kuba                         | 1                               | –                            | –                            | 1                            |
| 11                           | Slowakei                     | 1                               | –                            | –                            | 1                            |
| 16                           | Thailand                     | –                               | 4                            | 5                            | 9                            |
| 17                           | Chinesisch Taipeh            | –                               | 3                            | 1                            | 4                            |
| 18                           | Großbritannien               | –                               | 2                            | 3                            | 5                            |
| 19                           | Serbien                      | –                               | 2                            | 1                            | 3                            |
| 20                           | Frankreich                   | –                               | 1                            | 5                            | 6                            |
| 21                           | Türkei                       | –                               | 1                            | 3                            | 4                            |
| 22                           | Tschechien                   | –                               | 1                            | –                            | 1                            |
| 23                           | Brasilien                    | –                               | –                            | 4                            | 4                            |
| 24                           | Ungarn                       | –                               | –                            | 3                            | 3                            |
| 25                           | Chile                        | –                               | –                            | 1                            | 1                            |
| 25                           | Dänemark                     | –                               | –                            | 1                            | 1                            |
| 25                           | Montenegro                   | –                               | –                            | 1                            | 1                            |
| 25                           | Nigeria                      | –                               | –                            | 1                            | 1                            |
| 25                           | Rumänien                     | –                               | –                            | 1                            | 1                            |
| 25                           | Spanien                      | –                               | –                            | 1                            | 1                            |
| 25                           | Vereinigte Staaten           | –                               | –                            | 1                            | 1                            |